# Aguacaliente (Cartago)
Aguacaliente, également appelé San Francisco, est un district du Costa Rica faisant partie du canton de Cartago, dans la province du même nom.